# Totò di notte n. 1
Totò di notte n. 1 è un film del 1962, diretto da Mario Amendola.

## Trama
Ninì Cantachiaro e Mimì Makò sono due scapestrati suonatori ambulanti che si esibiscono, senza alcun successo, nelle strade di città. Quando il compagno d'arte ottiene una cospicua eredità, Ninì lo convince ad investirla interamente per girare i più importanti locali notturni, in modo da potersi, a loro volta, fare un nome nell'ambiente.
In realtà, i due non faranno altro che sperperare tutto il loro patrimonio e tornare, come prima, a mendicare nelle piazze di Roma.

## Produzione
Il soggetto del film, come deducibile dal titolo, è una parodia dei mondo movie, documentari che cercano di spiazzare lo spettatore con riprese shock o ritenute, per l'epoca, tabù.
Alcune sequenze vennero "riciclate" e rimontate in Totò sexy, altra farsa con lo stesso filo conduttore.

## Distribuzione
Uscito nelle sale italiane il 7 novembre del 1962, ottenne una limitazione d'età (vietato ai minori di 14 anni) per alcune scene velatamente erotiche.
È stato, in seguito, edito in versione home video.

## Accoglienza
La critica, come il pubblico, lo ritiene uno dei peggiori lavori di Totò. Morando Morandini, a tal proposito, sostiene che sia una «spenta parodia di Europa di notte (...) salvata solo da alcuni lazzi dei due protagonisti». Giovanni Grazzini ribadisce le parole precedenti, sottolineando come i due comici «accennino talvolta una fiammella di ilarità».
Curiosità
La scena di Totò che balla il twist è mostrata nel film di Roberto Andò Il bambino nascosto, quando Silvio Orlando guarda un film con il bambino in tv